# Walther von Aquitanien
Walther von Aquitanien ist eine Figur der mittelalterlichen deutschen Sage. Im Walthari-Lied wird in lateinischen Hexametern und sichtlich in komischer Überzeichnung erzählt, wie er im Kampf die rechte Hand verliert, seine Kampfgenossen der Burgundenkönig Gunther eines seiner beiden Beine und Hagen von Tronje ein Auge und sechs Zähne. Als Verfasser des Epos gilt der Mönch Ekkehard I. von St. Gallen.